# Anna Diop
Anna Diop (ur. 6 lutego 1988) – senegalsko-amerykańska aktorka, która wystąpiła m.in. w roli Starfire w serialu Titans produkowanym od 2018. Grała również w Posłańcach. Pojawiła się też w horrorze To my z 2019.

## Życiorys
Urodziła się w Senegalu, ale mając sześć lat przeprowadziła się do USA. W 2006 zadebiutowała w telewizji, często pojawiając się w Wszyscy nienawidzą Chrisa. W kolejnych latach pojawiała się gościnnie w takich produkcjach jak Lincoln Heights, Whitney czy Touch. W 2013 grała w filmie The Moment. W 2015 wystąpiła jako Rose Arvale w serialu Posłańcy. W tym samym roku wystąpiła w serialu Quantico i zdobyła rolę drugoplanową w Greenleaf. W 2017 regularnie pojawiała się w serialu 24: Dziedzictwo. W serialu DC Universe, Titans, produkowanego od 2018, gra rolę Starfire. W 2018 zdobyła rolę w horrorze To my.

## Filmografia
| Rok       | Tytuł                     | Rola                               | Komentarz                     |
| --------- | ------------------------- | ---------------------------------- | ----------------------------- |
| 2006–2008 | Wszyscy nienawidzą Chrisa | Diedra                             | rola drugoplanowa, 4 odcinki  |
| 2007      | Lincoln Heights           | Sharon                             | Odcinek: "Suspicion"          |
| 2011      | Second Date Roxy          | Layla Tase                         | Film krótkometrarzowy         |
| 2011      | Whitney                   | Waitress                           | Odcinek: "First Date"         |
| 2012      | Southland                 | Dziewczyna                         | Odcinek: "Wednesday"          |
| 2013      | Touch                     | Lila James                         | Odcinek: "Perfect Storm"      |
| 2013      | The Moment                | Hawa                               | Film                          |
| 2013      | While Expecting Cassius   | Angela                             | Film krótkometrażowy          |
| 2013      | Mingle                    | Jennie                             | Film telewizyjny              |
| 2013      | Double Negative           | Laila                              | Film krótkometrażowy          |
| 2015      | Posłańcy                  | Rose Arvale                        | Główna rola, 13 odcinków      |
| 2015      | Quantico                  | Mia                                | Odcinek: "Found" and "Over"   |
| 2016      | Greenleaf                 | Isabel                             | Rola drugoplanowa, 9 odcinków |
| 2016      | Message from the King     | Becca                              | Film                          |
| 2017      | 24: Dziedzictwo           | Nicole Carter                      | Główna rola                   |
| 2017      | The Keeping Hours         | Kate                               | Film                          |
| 2018=2019 | Titans                    | Koriand’r / Kory Anders / Starfire | Główna rola                   |
| 2019      | To my                     | Rayne Thomas                       | Film                          |
|           | Something About Her       | Anna                               | Film w postprodukcji          |